# ポスト・ディザスター

ポスト・ディザスター（Post Disaster: P.D）は、アニメ作品群『ガンダムシリーズ』のうち、『機動戦士ガンダム 鉄血のオルフェンズ』およびその派生作品の舞台となった架空の紀年法。

## 概要
本編の300年前に発生した惑星間戦争「厄災戦」の終結をもって元年とする。ポスト・ディザスターには「災害後」という意味合いがあり、戦争の終結を元年にしている点でアフターウォーと共通している。

## ポスト・ディザスターの世界観
作中で描かれたのはP.D.323年から325年までである。
この年号における地球はアーブラウ、SAU、アフリカンユニオン、オセアニア連邦の四大勢力によって分割統治されており、それらは厄災戦時にそれまでの国家が統合されて誕生したものとされている。また治安維持組織として『ギャラルホルン』というものが存在し、P.D.325年の事件までは『セブンスターズ』と呼ばれる七大家門によって運営されていた。
323年の時点ではギャラルホルンの腐敗や人身売買された児童（ヒューマンデブリ）の存在などの影響で治安が悪化しており、そういった混乱の中で鉄華団の騒動やマクギリス・ファリド事件が発生していくこととなる。
この年号においてもMSは存在するが他作品に見られるビーム兵器は一切使用されておらず、専ら実弾や剣などによって戦闘が行われている。ただし前時代の産物であるMAのみは例外であり、現存する数少ないMAであるハシュマルはビーム兵器を使用している。

## ポスト・ディザスター年表
| P.D. | 出来事 |
| ---- | --- |
| 001  | アグニス・カイエルらの手によって厄災戦終結。ポスト・ディザスター制定。                                                 |
| 323  | *ギャラルホルンによるCGS襲撃。のちCGSは壊滅し鉄華団結成。 - ギャラルホルン対鉄華団の抗争が発生。                       |
| 325  | *鉄華団によりハシュマルが発掘される。 - マクギリス・ファリド事件勃発。鉄華団は壊滅。ギャラルホルンの再編成が行われる。 |